# Ford Transcontinental
Ford Transcontinental — крупнотоннажный грузовой автомобиль, выпускаемый компанией Ford Otosan с 1975 по 1984 год. Вытеснен с конвейера моделью Ford Cargo.

## Описание
Производство автомобиля Ford Transcontinental началось в 1975 году. Всего было произведено 8735 экземпляров, из которых 8231 произведено в Амстердаме, остальные 504 — на заводе Foden Trucks.
Модель является лицензионной копией модели Renault R, учитывая кабину Berliet KB 2400. Автомобиль оснащён дизельным двигателем внутреннего сгорания Cummins и трансмиссией Eaton.
Производство завершилось в 1984 году, при этом до 1984 года модель производилась параллельно с Ford Cargo.